# Roy Dieks
Roy G. Dieks (Amsterdam, 25 februari 1956 –  20 december 2004) was een Nederlands schaker. 

## Schaakcarrière
In 1974 won hij met 8 punten uit 9 partijen het Nederlands kampioenschap voor schakers tot 20 jaar. In datzelfde jaar won hij overtuigend het Nederlands snelschaakkampioenschap voor spelers tot 21 jaar met 9 uit 11, een vol punt boven de nummer 2, Peter Scheeren. Bij het Wereldkampioenschap schaken junioren van 1974 in Manilla eindigde hij op de tweede plaats. 
In april 1975 werd hij in Leeuwarden gedeeld zesde met 5 uit 11 op het door Jan Timman gewonnen Nederlands kampioenschap schaken.
Tussen 1997 en 2000 won Dieks viermaal op rij het Kees Besselink c4-toernooi. 
Hij overleed eind 2004 op 48-jarige leeftijd. 

## Partij
Roy Dieks vs. Philippe du Chattel,
Nederlands kampioenschap schaken 1975, Leeuwarden, ronde 5, koningsfianchetto

1.g3 g6 2.Lg2 c6 3.c4 Lg7 4.Pc3 Ph6 5.e4 d6 6.Pge2 f5 7.d4 0-0 8.exf5 Lxf5 9.h3 Ld7 10.0-0 Pf5 11.c5 d5 12.f4 Pa6 13.a3 b6 14.b4 bxc5 15.bxc5 Da5 16.Dd2 

(diagram) 

16... Pxc5 17.dxc5 Pxg3 18.Pxg3 Lxc3 19.Da2 Dxc5+ 20.Kh2 Lxa1 21.Dxa1 Tab8  22.f5 Tb3 23.Lh6 Tf6  24.Lg5 Tf7 25.fxg6 hxg6  26.Txf7 Kxf7 27.Dh8 Dc3 28.Dh7+ Dg7 29.Dh4 Txa3 30.Db4 De5 31.Dxa3 Dxg5 32.Dxa7 Le6 33.Dc7 Dc1 34.Pe2 Dc4 35.Pf4 Dc5 36.Pd3 Dd6+ 37.Pe5+ Kf6 38.Dxd6 exd6 39.Pxc6 g5 40.Kg3 Lf7 41.Pb4 d4 42.Pd3 Le6 43.Le4 Lc4 44.Pf2 Le6 45.Ld3 Ld5 46.Kg4 Le6+ 47.Kh5 Lf5 48.Pg4+ Ke6 49.Lc4+ d5 50.Lb3 Lb1 51.Kxg5 d3 52.Pe3 Ke5 53.Lxd5 d2 54.Lf3 Dd4  55.Ld1 Lc2 56.h4 Lh7  57.Kf6 Lb1 58.h5 Lh7  59.h6 Lb1 60.Lg4 Lc2 61.Kg7 Lb1 62.h7 Lxh7  63.Kxh7 Ke5 64.Kg6 Kf4 65.Le2 Ke5 66.Kg5 Ke4 67.Kg4 Ke5 68.Kf3 Kd4 69.Kf4 Kd5 70.Kd3 Ke5 71.Kxd2 Kd4 72.Pc3 Ke5 73. Ke3 Kf5 74.Kd4 Ke6 en zwart gaf op na zet 106. (1-0)  